# مستشفى ابن الهيثم
يعتبر مستشفى ابن الهيثم الذي افتتح تحت رعاية الملك الحسين بن طلال بتاريخ 26/3/1996، أحد أهم المستشفيات الرائدة في الأردن خاصة، وفي منطقة الشرق الأوسط عامة، في تقديم الخدمات الطبية والتقنية والفندقية المتميزة، حيث تبلغ قدرته الاستيعابية 200 سرير، وتبلغ عيادات الاختصاص فيه (38) عيادة تغطي كافة التخصصات الطبية.
تسعى إدارة مستشفى ابن الهيثم للوصول إلى أعلى مستويات التطور العلمي والطبي تماشياً مع المواصفات والمقاييس العالمية، كما تسعى إلى تحقيق وتوفير خدمات صحية متميزة وفي جميع المجالات الطبية لخدمة أبناء الأردن والوطن العربي، من خلال توفير الطاقم الطبي والتمريضي والتقني المؤهل، المناسب لكافة أقسام المستشفى، وكذلك توفير أحدث المعدات الطبية ومتابعة آخر ما توصل إليه العلم من تشخيصات وعلاج.

## أقسام المستشفى
- قسم التخدير[1]
- قسم جراحة العظام[2]
- قسم طب وجراحة الأطفال[3]
- قسم طب أمراض وجراحة العيون[3]
- قسم جراحة القلب والشرايين[4]
- قسم جراحة الدماغ والأعصاب والعامود الفقري [5]
- قسم الأمراض النسائية والتوليد[6]
- قسم الجراحة العامة[7]
- قسم أمراض وزراعة الكى والمسالك البولية وعـقـم الرجال[8]
- قسم الأمراض الباطنية
- قسم الإسعاف والطوارئ
- وحدتا العناية المركزة (I.C.U) والعناية القلبية (C.C.U)
- قسم المعالجة التنفسية
- قسم الأشعة التشخيصية[9]
- المختبرات [10]
- الإدخال
- قسم الجودة وضبط العدوى
- قسم التدريب والتعليم الطبي المستمر[11]
- الصيدلية[12]

## مراكز المستشفى
- مركز غسيل الكلى
- مركز الجاما نايف
- مركز تصحيح البصر
- مركز التنظير
- مركز النسائية والتوليد
- مركز طب وجراحة الأطفال
- مركز الإخصاب والوراثة المتطورة
- مركز جراحة الوجه والتجميل
- المركز الدولي للطب الطبيعي والتأهيل